# مارماهی‌سانان پلیکانی
مارماهی‌سانان پلیکانی (نام علمی: Saccopharyngiformes) نام یک راسته از رده پرتوبالگان است.